# 늘린 사각뿔
기하학에서 늘린 사각뿔은 존슨의 다면체 중 하나이다 (J8). 사각뿔(J1)의 밑면에 정육면체를 붙여 늘려서 만들 수 있다. 여느 늘린각뿔과 마찬가지로, 나타나는 다면체는 위상적으로(기하학적으로는 아니지만) 자기쌍대이다.
존슨의 다면체는 정다각형 면을 가지지만 고른 다면체는 아닌 엄격히 볼록인 다면체 92개이다(즉, 플라톤 다면체, 아르키메데스의 다면체, 각기둥, 또는 엇각기둥이 아니다). 이것은 1966년에 이 다면체를 처음으로 나열한 노만 존슨의 이름을 따왔다.

## 쌍대다면체
늘린 사각뿔의 쌍대다면체는 면이 9개 있다. 삼각형 4개, 정사각형 1개와 등변사다리꼴 4개이다.
| 늘린 사각뿔의 쌍대 | 쌍대다면체의 전개도 |
| ------------------ | ------------------- |
|                    |                     |

## 관련 다면체와 벌집
늘린 사각뿔은 정사면체와 함께 수정된 정사면체-정팔면체 벌집과 유사한 공간 테셀레이션을 만들 수 있다.

## 같이 보기
- 늘린 사각쌍뿔